# Georg Albrecht Weinrich
Georg Albrecht Weinrich (auch Georg Albert Weinrich, * 1755 in Marktbreit; † 22. Oktober 1814 ebenda) war ein deutscher Mediziner und Stadtphysikus in Marktbreit.

## Leben
Georg Albrecht Weinrich studierte an der Universität Erlangen Medizin und wurde 1780  promoviert. Weinrich war zunächst praktischer Arzt in Sommerhausen und wirkte später im Fürstentum Schwarzenberg als Land- und Stadtphysikus in Marktbreit sowie als Landgerichtsarzt am Landgericht Marktsteft. 
Am 10. Januar 1793 wurde er als Georg Albert Weinrich mit dem akademischen Beinamen Iolaus unter der Matrikel-Nr. 960 als Mitglied in die Leopoldina aufgenommen.
Georg Albrecht Weinrich war mit seiner Frau Juliane, geborene Gessner, verheiratet. Das Ehepaar hatte drei Kinder, wobei der gemeinsame Sohn Friedrich Ludwig Weinrich († 13. August 1855) ebenfalls Mediziner wurde und in seiner Nachfolge später in Marktbreit wirkte.

## Schriften
- Georgius Albertus Weinrich: Dissertatio de haematoxylo campechiano. Hendel, Erlangen 1780 (Digitalisat)